# Le Mesnil-Amand

Le Mesnil-Amand este o comună în departamentul Manche, Franța. În 1 ianuarie 2018 avea o populație de 162 de locuitori.